# Tobias Jesso Jr.
Tobias Jesso Jr. (* 1985 in Vancouver) ist ein kanadischer Musiker und Songwriter, der im Jahr 2015 sein Debütalbum herausbrachte.

## Werdegang
Tobias Jesso Jr. wurde in Vancouver geboren. Im Jahr 2008 zog er nach Los Angeles, um professioneller Bass-Spieler zu werden, kehrte aber nach vier Jahren wieder in seine Geburtsstadt zurück. Dort erlernte er das Piano und versuchte sich dazu als Sänger.
Nach Demo-Veröffentlichungen erschien im Jahr 2015 sein Debütalbum Goon beim Label True Panther Sounds (Matador Records). Sein Musikstil wurde mit in den 60ern und 70ern erfolgreichen Singer-Songwritern wie Randy Newman verglichen, einem erklärten Favoriten Jessos, oder auch Harry Nilsson und Todd Rundgren. Für das Musikmagazin Rolling Stone gehörte Jesso mit seinem Album Goon zu den „Biggest Breakouts“ des Jahres 2015.
Als Songwriter arbeitete Tobias Jesso Jr. zusammen mit Adele, unter anderem für deren Lied When We Were Young, und schrieb zusammen mit Sia und Adele den Song Alive, welcher von Sia als Single veröffentlicht wurde. Außerdem arbeitete er als Songwriter für Pink, Niall Horan, Shawn Mendes und John Legend.
Bei den Grammy Awards 2023 wurde Jesso in der neu geschaffenen Kategorie Songwriter des Jahres (ohne Klassik) ausgezeichnet. Unter anderem war er an den beiden Bestselleralben 30 von Adele und Harry’s House von Harry Styles sowie an Songs von FKA Twigs, Diplo und King Princess beteiligt gewesen.

## Diskographie

### Album
- 2015: Goon